# Haematopota passosi
Haematopota passosi är en tvåvingeart som beskrevs av Travassos Dias 1973. Haematopota passosi ingår i släktet Haematopota och familjen bromsar.
Artens utbredningsområde är Angola. Inga underarter finns listade i Catalogue of Life.